# فلیکس-ایپولیت لانئوئه
فلیکس-ایپولیت لانئوئه (انگلیسی: Félix-Hippolyte Lanoüe; ۱۴ اکتبر ۱۸۱۲ – ۲۱ ژانویهٔ ۱۸۷۲) نقاش اهل فرانسه بود.
وی همچنین برندهٔ جوایزی همچون لژیون دونور (شوالیه) و جایزه بزرگ رم شده‌است.